# El doctor de la felicitat
El doctor de la felicitat o Dr. Knock (títol original: Knock) és una pel·lícula de comèdia francesa del 2017 dirigida i adaptada per Lorraine Lévy i protagonitzada per Omar Sy. És una nova versió de Dr. Knock de 1951 dirigit per Guy Lefranc. S'ha doblat i subtitulat al català.

## Premissa
El Dr. Knock és un pinxo i estafador que va al petit poble de Saint-Maurice, on té previst convèncer tothom que estan malalts i que només ell els pot curar. No obstant això, no pot passar pàgina del passat.

## Repartiment
- Omar Sy com a Knock
- Alex Lutz com a Lupus
- Ana Girardot com a Adèle
- Sabine Azéma com a La Cuq
- Pascal Elbé com a Lansky
- Audrey Dana com a Madame Mousquet
- Michel Vuillermoz com a Monsieur Mousquet
- Christian Hecq com el carter
- Hélène Vincent com la vídua Pons
- Andréa Ferréol com a Madame Rémy
- Rufus com el vell Jules
- Nicolas Marié com el doctor Parpalaid
- Yves Pignot com l'alcalde
- Patrick Descamps com el capità